# Urs Schwaller (Schultheiss)
Urs Schwaller (* um 1510 in Solothurn; heimatberechtigt ebenda; † 19. Dezember 1562 bei Dreux) war ein Solothurner Schultheiss und Offizier in französischen Diensten. Er gilt als «typischer Vertreter des neuen Söldneradels».

## Leben und Wirken
Urs Schwaller war Müller und wurde um 1510 in Solothurn geboren. Sein Vater war der Grossrat Christian Schwaller. Er heiratete Elisabeth Oberlin. Der SohnStephan wurde in der Schlacht bei Dreux (Blainville) verwundet und später ebenfalls Schultheiss.
Schwaller wurde 1528 Solothurner Grossrat, 1542 Jungrat und 1550 Seckelmeister ohne Altrat zu sein. Im Jahr 1538 war er Vogt zu Dorneck. Schwaller diente als Hauptmann des Regiments von Wilhelm Frölich 1544, 1552–1554, 1557–1558 und 1562 in französischen Diensten. König Karl IX. ehrte in mit einer goldenen Lilie im Wappen. In Solothurn wurde Schwaller 1556 Venner und vier Jahre später Schultheiss.
Urs Schwaller wurde in der Schlacht bei Dreux schwer verwundet und von einem Raubmörder erschlagen.